# Демонология
Демонология е термин от Късното западно средновековие, използван като общо наименование на разнородни учения за демоните.
Задача на демонологията е изучаването на демоните, съставяне на подробната им класификация, каталогизирането им според йерархията им, описване на поведението им, практически препоръки по призоваването на демони, борба с тях, подчиняването им и контролиране на силите им.
Демонологията е спътник на някои религиозни и мистични традиции, особено е популярна в множество съвременни секти.
Демонологията търси обектите на своите изследвания във фолклора, художествената литература и митологията.
Тези, които се занимават с изследване на демони смятат, че демонологията може да се разглежда и като „наука“ за психическите и парапсихическите сили.

## Произход и история
Думата демон произхожда от гръцки и до V век пр. Хр. означава само и единствено „бог“, „божество“. След IV век пр. Хр. започва да означава и второстепенни божества. Счита се, че едва през Средновековието думата добива негативен характер, а на съществата, назовавани демони се приписват отрицателни качества.

## Християнска демонология
В легендите на народното и апокрифно християнство се разказва, че демоните (наричани също нечисти духове) са били някога ангели, които са служели на Господ. Князът на ангелите и техен предводител Сатаната се възпротивил на Бога, защото самият той се възгордял и пожелал да стане Бог. Сатаната привлякъл на своя страна около една трета от ангелите за да му помогнат в осъществяването на плана му. Господ обаче се оказал по-силен и изхвърлил Сатаната и привържениците му от небесните ефирни и вечни селения, като ограничил властта на Сатаната единствено върху Земята. Оттогава хората са посещавани от невидими, но не и „неосезаеми“ демони, които ги мамят, подвеждат и застрашават (виж също Екзорсизъм). Счита се обаче, че тези „изпитания“ се допускат от Господ, и могат да доведат или до изгубване на безсмъртната човешка душа или до спасението ѝ, според свободната воля на човека.
Демоните се класифицират от демонологията според вредата, която нанасят и мястото им в йерархията на ада.
Едно от най-пълните съчинения на тази тема е Malleus Maleficarum на Хенрих Крамер, както и Demonolatry на Николай Реми.
В християнските демонологии се описват и способи за призоваване на демони и подчиняването им за целите на призоваващия. Често демоните се появяват и в сюжет, описващ войната им с ангелите.
За демоните се говори и в апокрифната библейска Книга на Енох.

## Древноегипетскивярвания
Древните египтяни вярвали, че боговете имат служители, една част от които са изпълнители на добра воля (хему), а друга – на не добра воля (хефти).

## Халдейски вярвания
Халдейците познавали не само свързаните със службата им към небесата божествени сили, но и такива, чието поведение и действие били свързани с определени местности, както и огнени, светлинни, полски и други видове сили.

## Персийскадемонология
Персийците са имали напълно развита система и класификация за божии служители: добрите са били подчинени на Ормузд, а злите – на Ариман

## Ислямскадемонология
В Исляма съществуват джинове – демонични, създадени от огъня същества, които редом с ангелите и дяволите играели важна роля в живота на хората. Демоните общували с хората. Често се явявали взели формата на черни кучета. Според легенди, Сюлейман (Соломон в християнството) накарал джиновете да му служат да му построят ненадминат дворец и да изпълняват всяко негово желание. Непокорните затварял в делви и запечатвал с пръстена си.

## Демоните виндуизмаибудизма
В индийската митология демоните също имат своето твърдо определено място. Те често са врагове на боговете. Според някои индийски схващания, демоните някога са били богове. Индийците вярват, че има различни видове демони – ракшаси, марути, дайтии и др., които често се явяват като животни – кучета, тигри или като особено грозни хора.